# زالبورغ-إبرسدورف
زالبورغ ابرزدورف (بالألمانية: Saalburg-Ebersdorf) هي بلدة ألمانية تقع في ألمانيا في تورينغن. يقدر عدد سكانها بـ 3,967 نسمة .

## المدن التوأمة
مدن روتسهايم و رنينغن هي مدن توأمة لـزالبورغ ابرزدورف.

## أعلام
- أوغستا من رويس-إبرسدورف